# بيدرو برموديز
بيدرو برموديز (بالإسبانية: Pedro Bermúdez)‏ هو ملحن مكسيكي، ولد في 1558 في غرناطة في إسبانيا، وتوفي في 1605 في مدينة بويبلا في المكسيك.